# 29 мая
29 мая — 149-й день года (150-й в високосные годы) по григорианскому календарю.
До конца года остаётся 216 дней.
До 15 октября 1582 года — 29 мая по юлианскому календарю, с 15 октября 1582 года — 29 мая по григорианскому календарю.
В XX и XXI веках соответствует 16 мая по юлианскому календарю.

## Праздники и памятные дни
См. также: Категория:Праздники 29 мая

### Международные
- Международный день миротворцев ООН.

### Национальные
- Аргентина — День Сухопутных войск (1810).
- Доминиканская Республика — День матери [источник не указан 1891 день].
- Кыргызстан — День вооружённых сил (1994)[2].
- Россия:
  - День военного автомобилиста (2000).
  - День ветеранов таможенной службы (1999)[3].
- США:
  - День Висконсина (1848).
  - День вступления Род-Айленда в США [источник не указан 1891 день].

### Религиозные
Православие ⟨Русская Православная Церковь⟩
- Память преподобного Феодора Освященного, игумена (368);
- перенесение мощей преподобного Ефрема Перекомского, игумена, Новгородского чудотворца (1545);
- память преподобных Кассиана (1537) и Лаврентия (1548) Комельских;
- память священномученика Александра, епископа Иерусалимского (III);
- память мучеников Вита, Модеста и Крискентии (ок. 303);
- память блаженной отроковицы Музы Римляныни (V);
- память преподобного Брандана Мореплавателя, игумена Клонфертского, чудотворца (577);
- память преподобных отцов, в Лавре святого Саввы избиенных (614);
- память святителя Георгия II, епископа Митиленского (IX);
- память мученика Вукашина Ясеновацкого (1943) (Сербская православная церковь).

### Именины
Православные: Александр, Брандан, Георгий, Ефрем, Касьян, Лаврентий, Фёдор, Вит, Модест, Крискентия, Муза.

## События
См. также: Категория:События 29 мая

### До XIX века
- 1108 — битва при Уклесе между войсками кастильцев и альморавидами.
- 1176 — битва при Леньяно, ополчение Ломбардской лиги разгромило войска императора Священной Римской империи Фридриха Барбароссы.
- 1328 — коронация короля Франции Филиппа VI.
- 1453 — падение Константинополя: армия османского султана Мехмеда II взяла столицу Византии после 1,5-месячной осады.
- 1486 — Гранадская война: христианские войска, которые возглавлял Эрнан Перес дель Пульгар, взяли город Салар (Гранада).
- 1590 — в царствование Фёдора Иоанновича по царскому наказу из Сольвычегодска отправлены в Сибирь 30 хлебопашенных семей. Тем самым было положено начало заселения Сибири[источник не указан 3654 дня].
- 1606 — на Красной площади в цари «выкрикнули» боярина Василия Ивановича Шуйского.
- 1660 — произошла Реставрация Стюартов в Англии. Карл II в день своего тридцатилетия триумфально вернулся в Лондон и был провозглашён королём.
- 1724 — после смерти папы римского Иннокентия XIII новым папой стал Бенедикт XIII.
- 1770 — Екатерина II издала указ об устройстве городов Вышнего Волочка, Боровичей, Осташкова. В указе объявлялось, что названные города образуются из соответствующих слобод и их жители переводятся в число горожан.
- 1780 — в ходе Войны за независимость США произошло Сражение при Уаксхавсе.
- 1790 — Род-Айленд последней из начальных 13 колоний принимает Конституцию США.

### XIX век
- 1802 — физик и основоположник электрометаллургии академик В. В. Петров открыл явление электрической дуги.
- 1807 — Мустафа IV стал султаном Османской империи.
- 1810 — Аргентина: вынесен декрет о создании национальных вооружённых сил, которые «обеспечат защиту и самоопределение аргентинского народа и территориальную целостность».
- 1825 — в кафедральном соборе Реймса в последний раз прошла церемония коронации короля Франции.
- 1832 — в Канаде официально открыт канал Ридо, соединяющий реку Оттава с озером Онтарио.
- 1848 — Висконсин становится штатом США.
- 1860 — купец, меценат и коллекционер Павел Михайлович Третьяков составил завещание, по которому он оставлял Москве свою коллекцию картин и 150 тысяч рублей серебром для устройства картинной галереи. Остаток своего капитала в 8186 рублей просил употребить «на выдачу в замужество бедных невест, но за добропорядочных людей».
- 1867 — в России введён институт выборных мировых судей.
- 1885 — африканские джунгли в бассейне реки Конго объявили личной собственностью Леопольда II[5][6].
- 1897 — опубликовано положение о сельских ремесленных учебных мастерских, состоящих в ведении Министерства финансов и «имеющих целью готовить для сельского хозяйства рабочих, опытных в уходе за земледельческими машинами и орудиями».
- 1900
  - Компания «Отис» зарегистрировала торговую марку «Эскалатор» (позднее так станут называть все эскалаторы).
  - Основана Нджамена (до 1973 года — Форт-Лами).

### XX век
- 1903 — в Петербурге торжественно открыт Троицкий мост.
- 1910 — состязание в скорости между аэропланом и поездом. Первым расстояние между Олбани и Нью-Йорком преодолел летательный аппарат, которым управлял Гленн Кёртисс, получивший приз в 10 000 долларов.
- 1911 — верховный суд США постановил искусственно разделить крупнейшую в Америке табачную компанию «Американ Тобакко», признанную монополией.
- 1913 — в Париже со скандалом прошла премьера балета Игоря Стравинского «Весна священная» (хореограф — Вацлав Нижинский).
- 1916 — утверждён официальный флаг президента США.
- 1918
  - ВЦИК принял Декрет о таможенных сборах и учреждениях. Создана советская таможня.
  - Победой армян над Османской империей завершилось Сардарапатское сражение.
- 1919 — наблюдения полного затмения Солнца, проведённые Артуром Эддингтоном, полностью подтвердили теорию относительности Альберта Эйнштейна.
- 1922 — верховный суд США постановил, что бейсбол является спортом, а не бизнесом, а потому не подпадает под действие антимонопольного законодательства.
- 1923
  - Английские власти распорядились отложить принятие конституции Палестины в связи с отказом арабов от сотрудничества.
  - Образован Союз Обществ Красного Креста и Красного Полумесяца СССР.
- 1924 — основан испанский футбольный клуб «Райо Вальекано».
- 1937 — отъезд Александра Куприна на родину. В Париже на Северном вокзале перед тем, как сесть в московский поезд, писатель сказал: «Я готов пойти в Москву пешком…»
- 1939 — введена в действие телеграфно-телефонная магистраль Москва-Хабаровск.
- 1944 — Совнарком СССР принял постановление о восстановлении индивидуального жилого фонда в районах, освобождённых от немецких оккупантов.
- 1947 — индийское учредительное собрание запретило касту «неприкасаемых».
- 1953 — шерп Тенцинг Норгей и новозеландец Эдмунд Хиллари первыми в истории взошли на вершину Джомолунгмы.
- 1959 — верховный суд США признал незаконным решение властей штата Луизиана о запрете боксёрских поединков между представителями разных рас.
- 1960 — в СССР вышел первый номер еженедельного журнала «Футбол».
- 1964 — Палестинский национальный совет провозгласил создание Организации освобождения Палестины (ООП).
- 1965 — основан Донецкий национальный университет.
- 1969
  - Катастрофа Ми-2 под Олёкминском, погибли 25 человек.
  - В аргентинской Кордове вспыхивает восстание против диктатуры.
- 1970 — компания Гудзонова залива (одна из самых старейших в мире фирм из ныне действующих) перенесла свою штаб-квартиру из Англии в Канаду.
- 1973 — Том Брэдли стал первым темнокожим мэром Лос-Анджелеса.
- 1975 — на Белорусском автозаводе начато производство крупнейшего в СССР грузовика — «БелАЗ-7520».
- 1982 — Фолклендская война: победой британцев завершилось двухдневное сражение при Гус-Грин.
- 1985
  - Обрушение трибуны на стадионе «Эйзель» перед началом финала Кубка европейских чемпионов, 39 погибших. Виновными были признаны болельщики «Ливерпуля», все английские клубы были отстранены от еврокубков на пять лет, а «Ливерпуль» — на шесть.
  - Катастрофа Ан-2 под Ржевкой.
- 1988 — начало визита президента США Рональда Рейгана в СССР.
- 1990 — Борис Ельцин избран Председателем Верховного Совета РСФСР.
- 1998 — в Министерстве юстиции РФ зарегистрирована общественно-политическая организация Партия пенсионеров, впоследствии Российская партия пенсионеров.
- 1999 — Олусегун Обасанджо стал президентом Нигерии. Ранее он занимал этот пост в 1976—1979 годах.

### XXI век
- 2004 — в Петербурге подписан договор на строительство нового здания Мариинки.
- 2005 — французский референдум по Конституции Европейского союза: 54,57 % высказались против Конституции ЕС.
- 2009 — президент США Барак Обама объявил о создании в Белом доме отдела по кибербезопасности[7].
- 2010 — Виктор Орбан стал премьер-министром Венгрии.
- 2015 — Мохаммаду Бухари стал президентом Нигерии, ранее он занимал этот пост в 1983—1985 годах.
- 2020 — разлив дизельного топлива в Норильске.
- 2022 — катастрофа DHC-6 в непальском Мустанге[8].

## Родились
См. также: Категория:Родившиеся 29 мая

### До XIX века
- 1698 — Эдме Бушардон (ум. 1762), французский скульптор (фонтан «Времена года» в Париже, статуя Купидона в Лувре и др.).
- 1716 — Луи Жан-Мари Добантон (ум. 1799), французский естествоиспытатель.
- 1736 — Патрик Генри (ум. 1799), первый губернатор штата Вирджиния и один из отцов-основателей США.
- 1781 — Василий Берх (ум. 1835), историк флота, участник первой русской кругосветной экспедиции (1803—1806).
- 1787 — Константин Батюшков (ум. 1855), русский поэт («Весёлый час», «Мои пенаты», «Умирающий Тасс»).
- 1794 — Иоганн Генрих фон Медлер (ум. 1874), немецкий астроном.

### XIX век
- 1805 — Соломон Додашвили (ум. 1836), грузинский просветитель, писатель и общественный деятель, философ.
- 1817 — Константин Вильбоа (ум. 1882), российский композитор и дирижёр, автор героико-романтического дуэта «Моряки» («Нелюдимо наше море») на стихи Н. Языкова.
- 1823 — Александр Бобринский (ум. 1903), граф, Петербургский губернатор (1861—1864), создатель русского гербовника.
- 1830 — Луиза Мишель (ум. 1905), французская писательница и общественный деятель, героиня Парижской коммуны.
- 1835 — Александр Морозов (ум. 1904), русский живописец, передвижник, академик Петербургской академии художеств.
- 1855 — Дэвид Брюс (ум. 1931), английский микробиолог, паразитолог, открывший ряд бактерий и возбудителей болезней.
- 1860 — Исаак Альбенис (ум. 1909), испанский композитор («Иберия», «Испанская сюита», «Каталония» и др.).
- 1866 — Акоп Акопян (ум. 1937), армянский и грузинский поэт («Новое утро», «Боги заговорили», «Волховстрой»).
- 1873 — Николай Бауман (убит в 1905), российский революционер-террорист, деятель большевистской партии.
- 1874 — Гилберт Кит Честертон (ум. 1936), английский писатель, журналист, мыслитель.
- 1874 — Давид Гликман (ум. 1930), российский журналист, поэт, драматург, сатирик.
- 1880 — Освальд Шпенглер (ум. 1936), немецкий философ-идеалист, представитель философии жизни.
- 1891 — Константин Арцеулов (ум. 1980), один из первых пилотов России; первым выполнил фигуру высшего пилотажа «штопор».
- 1892 — Иван Соколов-Микитов (ум. 1975), русский советский писатель, журналист.
- 1894 — Джозеф Штернберг (ум. 1969), американский кинорежиссёр, продюсер, сценарист.
- 1895 — Алексей Черёмухин (ум. 1958), советский учёный в области самолётостроения, конструктор и испытатель первых отечественных вертолётов.
- 1897 — Эрих Вольфганг Корнгольд (ум. 1957), австрийский композитор.

### XX век
- 1902 — Иосиф Каракис (ум. 1988), советский архитектор, один из самых плодовитых киевских зодчих.
- 1903 — Боб Хоуп (наст. имя Лесли Таунз Хоуп; ум. 2003), американский комик, актёр театра и кино, теле- и радиоведущий.
- 1904 — Григорий Гинзбург (ум. 1961), пианист-виртуоз, заслуженный деятель искусств РСФСР.
- 1906 — Теренс Хэнбери Уайт (ум. 1964), английский писатель.
- 1909 — Янина Жеймо (ум. 1987), советская актриса театра и кино, известная по роли Золушки в фильме «Золушка».
- 1910 — Александр Лактионов (ум. 1972), живописец и график, народный художник РСФСР, действительный член АХ СССР.
- 1911 — Леа Гольдберг (ум. 1970), израильская поэтесса, писательница, драматург, переводчица, критик, литературовед.
- 1913 — Тони Зэйл (наст. имя Энтони Флориан Залески; ум. 1997), американский боксёр, чемпион мира в среднем весе.
- 1914 — Тенцинг Норгэй (ум. 1986), шерпский альпинист, в 1953 г. вместе с новозеландцем Эдмундом Хиллари впервые в мире покоривший высочайшую вершину мира Эверест.
- 1917 — Джон Фицджеральд Кеннеди (убит в 1963), 35-й президент США (1961—1963).
- 1920 — Джон Харсаньи (наст. имя Янош Харсаний; ум. 2000), американский экономист венгерского происхождения, автор теории игр, лауреат Нобелевской премии (1994).
- 1925 — Май Митурич-Хлебников (ум. 2008), художник-график, академик, народный художник РСФСР.
- 1926
  - Абдулай Вад, сенегальский государственный и политический деятель, президент Сенегала (2000—2012).
  - Шарль Деннер (ум. 1995), французский актёр.
- 1927 — Игорь Дмитриев (ум. 2008), актёр театра и кино (фильмы «Собака на сене», «Приключения принца Флоризеля» и др.), народный артист РСФСР.
- 1929 — Питер Хиггс (ум. 2024), британский физик-теоретик, лауреат Нобелевской премии по физике (2013).
- 1934 — Николай Бахвалов (ум. 2005), выдающийся советский и российский математик, академик РАН.
- 1936 — Вячеслав Овчинников (ум. 2019), композитор, дирижёр, народный артист РСФСР.
- 1944
  - Хельмут Бергер, австрийский киноактёр, прославившийся фильмами Лукино Висконти («Гибель богов», «Семейный портрет в интерьере», «Людвиг»).
  - Тамара Дегтярёва (ум. 2018), актриса театра и кино (фильмы «Вечный зов», «Свет в окне» и др.), народная артистка России.
- 1945 — Гэри Брукер, английский рок-музыкант, основатель и лидер группы «Procol Harum».
- 1947 — Анатолий Поливода (ум. 2024), советский баскетболист, олимпийский чемпион (1972), чемпион мира (1967), трёхкратный чемпион Европы. Заслуженный мастер спорта СССР (1971).
- 1949 — Фрэнсис Росси, британский рок-музыкант, автор песен, основатель и фронтмен группы «Status Quo».
- 1953 — Дэниел Эльфман, американский композитор, автор саундтреков ко многим фильмам и мультфильмам.
- 1953 — Александр Абдулов (ум. 2008), актёр театра и кино, народный артист РСФСР.
- 1957
  - Тед Левайн, американский актёр театра и кино.
  - Мохсен Махмальбаф, иранский кинорежиссёр и сценарист.
- 1958 — Аннетт Бенинг, американская актриса (фильмы «Американский президент», «Кидалы», «Марс атакует» и др.).
- 1959
  - Эдриан Пол, англо-американский актёр, бессмертный телесериальный шотландец.
  - Руперт Эверетт, англо-американский актёр театра и кино.
- 1963 — Блэйз Бэйли, британский музыкант, автор песен, бывший фронтмен группы «Iron Maiden».
- 1967 — Ноэль Галлахер, английский музыкант, певец, гитарист и главный автор песен британской рок-группы «Oasis».
- 1968 — Теодор Резвой, украинский путешественник, в 2001 г. в одиночку пересёкший Атлантику на вёсельной лодке.
- 1970 — Роберто Ди Маттео, швейцарский и итальянский футболист, тренер.
- 1975 — Мелани Браун, английская певица, экс-солистка группы «Spice Girls».
- 1976 — Егор Титов, российский футболист, тренер.
- 1981 — Андрей Аршавин, российский футболист.
- 1982 — Анита Брием, исландская актриса.
- 1984
  - Готье Грюмье, французский фехтовальщик на шпагах, олимпийский чемпион (2016).
  - Алексей Тищенко, российский боксёр, двукратный олимпийский чемпион.
  - Кармело Энтони, американский баскетболист, двукратный олимпийский чемпион.
- 1988 — Кармен Мартин, испанская гандболистка, призёр Олимпийских игр, чемпионата мира и Европы.
- 1989 — Райли Кио, американская актриса и модель.

- 1991
  - Кристен Андерсон, американская актриса и певица.
  - Брехт Деягере, бельгийский футболист.
- 1992 — Грегг Салкин, британский актёр.
- 1993 — Майка Монро, американская актриса и кайтсёрфер.
- 1996 — Халвор Эгнер Гранеруд, норвежский прыгун на лыжах с трамплина.

### XXI век
• 2006 — Доммараджу Гукеш, индийский шахматист, гроссмейстер, 18-й чемпион мира по шахматам.

## Скончались
См. также: Категория:Умершие 29 мая

### До XIX века
- 1453 — погиб Константин XI Палеолог (р. 1405), последний византийский император (1449—1453).
- 1494 — Иоанн, святой, устюжский юродивый.
- 1500 — пропал без вести Бартоломеу Диаш (р. 1450), португальский мореплаватель.
- 1565 — Николай Христофор Радзивилл (р. 1515), государственный деятель Великого княжества Литовского, князь.

### XIX век
- 1814 — Жозефина де Богарне (р. 1763), императрица Франции, первая жена Наполеона Бонапарта.
- 1847 — Антоний Глебович (р. 1801), польский публицист, переводчик и издатель.
- 1861 — Иоахим Лелевель (р. 1786), польский историк и политический деятель.
- 1864 — Георг Бодмер (р. 1786), швейцарский механик, изобретатель.
- 1865 — Эжен Жерюзе (р. 1799), французский историк литературы.
- 1868 — Юлиус Фридрих Генрих Абегг (р. 1796), немецкий криминалист.
- 1875 — Мотеюс Валанчюс (р. 1801), литовский писатель и церковный деятель.
- 1886 — Василий Водовозов (р. 1825), русский педагог, переводчик, детский писатель.
- 1892 — Бахаулла (настоящее имя Хусейн Али-и-Нури; р. 1817), иранский религиозный деятель, основатель веры Бахаи.

### XX век
- 1902 — Михаил Клодт (р. 1833), российский художник-пейзажист.
- 1910 — Милий Балакирев (р. 1837), русский композитор.
- 1913 — Александр Чехов (р. 1855), русский прозаик, публицист, мемуарист, старший брат А. П. Чехова.
- 1914 — Пауль Маузер (р. 1838), немецкий конструктор-оружейник, младший из братьев.
- 1916 — Джеймс Хилл (р. 1838), канадский инженер и предприниматель.
- 1922 — Евгений Вахтангов (р. 1883), российский актёр и режиссёр, основатель нынешнего Театра им. Е. Вахтангова.
- 1925 — Витольд Цераский (р. 1849), российский астроном.
- 1929 — Михаил Вревский (р. 1871), советский физико-химик.
- 1935 — Йозеф Сук (р. 1874), чешский композитор и скрипач.
- 1938 — расстрелян Семён Сибиряков (р. 1888), русский советский писатель.
- 1942
  - Джон Берримор (р. 1882), американский актёр театра и кино.
  - Акико Ёсано (р. 1878), японская поэтесса, писательница, феминистка и пацифистка.
- 1943 — расстрелян Павел Гроховский (р. 1899), советский конструктор и военный деятель, изобретатель и организатор производства парашютной, авиационной и воздушно-десантной техники.
- 1956 — Герман Абендрот (р. 1883), немецкий дирижёр.
- 1957 — Джеймс Уэйл (р. 1889), английский и американский кинорежиссёр, один из создателей жанра фильма ужасов.
- 1958 — Хуан Рамон Хименес (р. 1881), испанский поэт, лауреат Нобелевской премии (1956).
- 1965 — Владимир Гардин (р. 1877), режиссёр театра и кино, сценарист, актёр, народный артист СССР.
- 1970 — Ева Гессе (р. 1936), американская художница и скульптор.
- 1972 — Степан Тимошенко (р. 1878), российский, украинский и американский учёный-механик.
- 1978 — Юрий Домбровский (р. 1909), русский советский писатель, поэт, литературный критик.
- 1979 — Мэри Пикфорд (р. 1892), американская актриса, легенда немого кино, обладательница двух «Оскаров».
- 1982 — Роми Шнайдер (р. 1938), австро-немецко-французская киноактриса, обладательница двух премий «Сезар».
- 1983 — Арвид Пельше (р. 1899), латвийский советский политический деятель, член Политбюро ЦК КПСС.
- 1988 — Сиака Стивенс (р. 1905), президент Сьерра-Леоне (1971—1985).
- 1994 — Эрих Хонеккер (р. 1912), руководитель ГДР и Социалистической единой партии Германии.
- 1997 — Джефф Бакли (р. 1966), американский музыкант-мультиинструменталист.
- 1998 — Владимир Фёдоров (р. 1925), советский и российский писатель, поэт, драматург, публицист.

### XXI век
- 2007 — Владимир Попков (р. 1941), советский, украинский и российский кинорежиссёр, сценарист и актёр.
- 2010
  - Деннис Хоппер (р. 1936), американский актёр и кинорежиссёр.
  - Юрий Чесноков (р. 1933), советский волейболист, олимпийский чемпион (1964), двукратный чемпион мира, тренер.
- 2011
  - Сергей Багапш (р. 1949), абхазский государственный деятель, в 2005—2011 гг. президент Республики Абхазия.
  - Ференц Мадл (р. 1931), венгерский государственный и политический деятель, президент Венгрии (2000—2005).
- 2012
  - Марк Минков (р. 1944), композитор, народный артист России.
  - Канэто Синдо (р. 1912), японский кинорежиссёр, сценарист, продюсер.
- 2015
  - Генри Карр (р. 1942), американский легкоатлет, двукратный чемпион летних Олимпийских игр (1964).
  - Бетси Палмер (р. 1926), американская киноактриса.
- 2017
  - Мануэль Антонио Норьега (р. 1934), руководитель Панамы в 1983—1989 гг.
  - Николай Татаринов (р. 1927), советский спортсмен-пятиборец, трёхкратный чемпион мира (1957—1959).

- 2024
  - Манфред Вольке (р. 1943), немецкий боксёр, олимпийский чемпион (1968).
  - Анастасия Заворотнюк (р. 1971), российская актриса театра и кино, телеведущая.

## Приметы
- Фёдор Житник. На Фёдора непременно надо было сеять жито. Если к этому дню зацвела рябина — скоро наступит тепло[9].